# Likvidator (Černobil)
Likvidator ("eliminator") je izraz za nekoga zaposlenog tijekom i nakon nuklearne katastrofe u Černobilu da obuzda nesreću kako bi "likvidirao" ionizirajuće zračenje. Na ruskom ih zovu i "Černobilci".

## Pojam i područja djelovanja
U užem smislu, likvidatori su radnici koji su s krova susjednog reaktorskog bloka 3 morali ukloniti visokoradioaktivnu šutu i blokove grafita koje je ondje izbacio pritisak eksplozije bloka 4. Zamijenili su njemačke i japanske robote koji su prvi korišteni, ali nisu uspjeli zbog zračenja, a nazivani su i "bioroboti". Igor Kostin, koji je postao poznat kao “fotograf Černobila” i koji tvrdi da ih je i sam posjetio pet puta, kasnije je objasnio: “Zbog visoke razine radijacije smjeli su ostati na krovu samo 40 sekundi, time su uspjeli baciti samo jednu lopatu krhotina. Dobili su potvrdu, 100 rubalja i nakon toga su otpremljeni.
Osim osoblja koje je već bilo na licu mjesta, okupila ih je vlada bivšeg Sovjetskog Saveza, u početku iz bjeloruske, ukrajinske i ruske sovjetske republike, a kasnije iz cijele zemlje. Uglavnom su to bili mladi vojnici i rezervisti, ali i prisilni radnici. Zabilježeno je da su se volonteri također javili.

## Zdravstveni aspekti
Prema WHO-u bilo je 600 000 do 800 000 likvidatora. Vojnici na krovu bili su izloženi visokim dozama zračenja, a vatrogasci i piloti helikoptera iznimno visokim dozama. Do 1996. godine u navedenim je državama registrirano 200 000 likvidatora, au posljednje vrijeme oko 400 000. Otprilike polovica njih raspoređena je bez ikakve potvrde. Izvješće, koje je pripremio WHO u ime IAEA-e, uzima se u obzir 200.000 likvidatora raspoređenih 1986. i 1987. godine. Oni koji su registrirani izvan ovoga nisu uzeti u obzir. Godine 2005. službene brojke WHO-a govore o manje od 50 izravnih smrtnih slučajeva ("manje od 50 smrtnih slučajeva izravno je pripisano zračenju izazvanom katastrofom"). Međutim, u ovu brojku ne sumnja samo njemačka sekcija Međunarodnih liječnika za sprječavanje nuklearnog rata ( IPPNW ) i Društvo za zaštitu od zračenja (GS). Edmund Lengfelder, profesor radijacijske biologije i voditelj Instituta za radijaciju Otto Hug u Münchenu, procjenjuje ukupan broj likvidatora koji su umrli do 1999. na 50.000. 
Prema vladama trenutnih država Rusije, Bjelorusije i Ukrajine, potpuni podaci nisu dostupni. Evidencija registriranih ruskih likvidatora sadrži u 63 % slučajeva podatke o dozi zračenja, ukrajinskih likvidatora 56 %, a bjeloruskih likvidatora samo u 9 % slučajeva. Iz Ukrajine je poznata brojka od 17 000 obitelji likvidatora koji primaju (malu) državnu mirovinu. Mnogi od bivših likvidatora koji su još živi još uvijek boluju od radijacijske bolesti i moraju redovito odlaziti na liječničke preglede.